# 橋本和久
橋本 和久（はしもと かずひさ、1958年11月15日 - 2020年2月25日）は、コナミに所属していたコンピュータゲームプログラマー。コナミのゲーム内で用いられる隠しコマンド、通称「コナミコマンド」を作成した人物として知られている。

## 略歴
1981年にコナミに入社。当初はアーケードゲーム基板の制作に携わる。

コナミコマンド。ゲームコントローラのボタンをこの順番で押すことで効果が発動する。このコマンドはファミリーコンピュータ版のもので、他の機種ではBとAの部分が別のものに置き換わる。

コナミがファミリーコンピュータ（ファミコン）に参入した後、1983年のアーケードゲーム『ハイパーオリンピック』のファミコン向け移植版（1985年発売）をプログラマーとして初めて手掛ける。その後、1985年のアーケードゲーム『グラディウス』のファミコンへの移植を命じられるが、アーケード版は非常に難易度が高く自身もクリアできなかったため、ゲーム内でポーズをかけて隠しコマンド（右図を参照）を入力すると自機が大幅にパワーアップするという仕組みを入れた。このコマンドは、ファミコン版が発売された1986年当時の裏技ブームも相まってゲームファンの間で人気となり、以降のコナミのゲームでもコナミコマンドとして定番化された。また、海外でも、1988年発売の『魂斗羅』にコマンドが搭載されたことで「Konami Code」として有名になった。
2003年時点では、株式会社スターオンラインの副社長を務めている。
2020年2月25日死去。61歳没。訃報は、コナミの同僚だった作曲家の竹ノ内裕治のTwitterアカウントにて死去翌日の2月26日に公表された。コナミの海外向け公式Twitterアカウントでも追悼のメッセージが投稿されている。また、海外ではワシントン・ポストやCNNといった主要メディアも訃報を伝えている。

## 主な作品
- ハイパーオリンピック（ファミリーコンピュータ版、1985年）[1]
- グーニーズ（ファミリーコンピュータ版、1986年）[1]
- グラディウス（ファミリーコンピュータ版、1986年）[1][6]
- がんばれゴエモン!からくり道中（1986年）[1]
- グリーンベレー（ファミリーコンピュータ版、1987年） - スペシャルサンクス[7]
- グラディウスIII（1990年）[1]
- 沙羅曼蛇（PCエンジン版、1991年）[7]
- パロディウスだ! 〜神話からお笑いへ〜（PCエンジン版、1992年） - スペシャルサンクス[1][7]
- スナッチャー（PCエンジン SUPER CD-ROM2版、1992年） - システムアドバイザー[7]
- リーサルエンフォーサーズ（メガドライブ版、1993年）[7]
- ときめきメモリアル 〜forever with you〜（PlayStation版、1995年） - プロデューサー[7]
- ワールドサッカーウイニングイレブン（1996年） - プロデューサー[7]
- ライトニングレジェンド 大悟の大冒険（1996年） - プロデューサー[7]
- ヘンリーエクスプローラーズ（PlayStation版、1997年） - プロデューサー[7]
- ワールドサッカーウイニングイレブン'97（1997年） - プロデューサー[7]
- ワールドサッカー実況ウイニングイレブン3 ワールドカップ フランス'98（1998年） - プロデューサー[7]
- ガンゲージ（1999年） - プロデューサー[6][7]
- ワールドサッカー実況ウイニングイレブン4（1999年） - プロデューサー[6][7]
- ときめきメモリアル2（1999年） - エグゼクティブプロデューサー[7]
- ワールドサッカー実況ウイニングイレブン2000 〜U-23メダルへの挑戦〜（2000年） - スペシャルサンクス[7]
- 幻想水滸外伝Vol.2 クリスタルバレーの決闘（2001年） - エグゼクティブプロデューサー[7]